# Brugeoise-poort
De Brugeoise-poort is een voormalige fabriekspoort in Assebroek. Samen met de aanpalende woningen vormt de voormalige toegangspoort van La Brugeoise et Nivelles een stuk beschermd erfgoed.
In 2024 beslist projectontwikkelaar Luc Beke om de poort te verkopen voor een symbolische euro aan de Brugge Foundation, die zich inzet voor het erfgoed in Brugge en de poort zal restaureren.
- Inventaris van het Bouwkundig Erfgoed (Vlaanderen): 76914